# 갈겨니속
갈겨니속(Nipponocypris)은 잉어과에 속하는 물고기 속의 일종으로 대한민국과 일본, 중국에서 발견된다. 현재 3종이 기술되어 있고, 플라이스토세 중기 일본 구스 분지의 민물 지층에서 나온 멸종 종이 알려져 있다.

## 하위 종
- 참갈겨니 (N. koreanus) (I. S. Kim, M. K. Oh & Hosoya, 2005) - 대한민국
- 일본갈겨니 (N. sieboldii) (Temminck & Schlegel, 1846) - 일본
- 갈겨니 (N. temminckii) (Temminck & Schlegel, 1846) - 일본, 한반도, 중국, 대만